# Думбравица (Бихор)
Думбравица (рум. Dumbrăvița) насеље је у Румунији у округу Бихор у општини Холод. Oпштина се налази на надморској висини од 154 m.

## Становништво
Према подацима из 2002. године у насељу је живело 268 становника, од којих су сви румунске националности.